# Serpui Marie
Serpui Marie é uma estilista brasileira nascida em São Paulo (SP), filha de imigrantes armênios. É especialista no design de bolsas, e possui um atelier na Alameda Jaú, nos Jardins, na capital paulista.
Ao longo de sua carreira, recebeu reconhecimento internacional, tanto por parte de outros estilistas quanto por editores de moda de Nova York, Paris e Londres. Hoje, a marca que leva seu nome é uma das grifes brasileiras mais conhecidas no exterior. Cerca de 85% de sua produção é exportada, tendo como destino algumas das lojas mais luxuosas do mundo, como a Bergdorf Goodman, Sak's 
, Barney's, Bloomingdale's e magazines de luxo no Oriente Médio.
O estilo de suas criações se destaca pela brasilidade, valorizando o trabalho artesanal, a diversidade de materiais, com uso frequente de pedras e broches. Entre suas clientes mais famosas, estão Madonna, Gisele Bündchen, Meg Ryan e Jennifer Aniston.